# Slovénie aux Jeux olympiques d'hiver de 2006
Cet article contient des informations sur la participation et les résultats de la Slovénie aux Jeux olympiques d'hiver de 2006 à Turin en Italie. La Slovénie était représentée par 36 athlètes. 
Le pays ne remporte aucune médaille lors de ces jeux et n'est donc pas présente dans le tableau des médailles, qui compte cette année 26 nations,.

## Médailles
|          | Médaille d'or | Médaille d'argent | Médaille de bronze | Total |
| -------- | ------------- | ----------------- | ------------------ | ----- |
| Slovénie | 0             | 0                 | 0                  | 0     |

## Épreuves

### Biathlon
Hommes
- Klemen Bauer
- Janez Marič
- Janez Ožbolt

Femmes
- Tadeja Brankovic
- Teja Gregorin
- Dijana Grudiček
- Andreja Koblar
- Andreja Mali

### Combiné nordique
- Damjan Vtič (de)

### Luge
- Domen Pociecha

### Patinage artistique
- Gregor Urbas

### Saut à ski
- Rok Benkovič
- Jernej Damjan
- Robert Kranjec
- Primož Peterka
- Primož Pikl
- Jure Sinkovec

### Ski acrobatique
- Nina Bednarik
- Miha Gale

### Ski alpin
Hommes
- Mitja Dragšič
- Aleš Gorza
- Drago Grubelnik
- Andrej Jerman
- Jure Kosir
- Andrej Šporn
- Bernard Vajdič
- Mitja Valenčič

Femmes
- Ana Drev
- Ana Kobal
- Tina Maze
- Urška Rabič
- Petra Robnik

### Ski de fond
- Maja Benedičič
- Nejc Brodar
- Vesna Fabjan
- Petra Majdic
- Jože Mehle

### Snowboard
- Rok Flander
- Tomaž Knafelj
- Dejan Košir
- Izidor Šušteršič